# Петър Бобев
Петър Бобев Петров  е български писател, автор на приключенски, научнофантастични и исторически разкази, повести, новели и романи, на приказки и други литературни произведения.

## Биография
Роден е на 9 август 1914 г. в Горна Оряховица, в семейството на Боби Хаджидимиев Петров (1877-1926), доктор на историческите науки. Живее и учи в София, където баща му става учител по история в Първа мъжка гимназия. На 12-годишна възраст остава сирак.
Завършва Агрономическия факултет през 1937 г. На работа е в Лозаро-винарската опитна станция в Плевен, после в конезавод „Клементина“. После е приет в школата за запасни офицери, а от 1940 г. е учител в Средното градинарско училище в Горна Оряховица. Специализира в Градинарската опитна станция в Пловдив и постъпва като експерт в Българската земеделско-кооперативна банка. Мобилизиран е през 1941 г. и до 1945 г. служи в армията. След войната става чиновник в Българската земеделска и кооперативна банка, където се занимава с кредитирането на новосъздаващите се тогава ТКЗС-та. Работи там до пенсионирането си през 1974 г.
Започва да пише четиридесетгодишен. Първите му произведения са приказки за дъщеричката му Ани. Отпечатани са първо в редактираното от Ран Босилек списание „Дружинка“. Под редакцията на Ангел Каралийчев са издадени в сборника „Деца на слънцето“ (1955 г.). Атанас Далчев – редактор на списание „Пламъче“ – привлича и прави Петър Бобев редовен сътрудник на списанието.
Петър Бобев е автор предимно на юношески приключенски романи със силни фантастични и/или исторически елементи. Разнообразието на теми в произведенията му е голямо – подводният свят, древни цивилизации, праисторически същества, екзотични места, теми от историята на България. Бързо става един от най-популярните писатели за юноши в България. Петър Бобев е награждаван нееднократно, а през 1994 г. е удостоен с националната награда за детска литература „Петко Р. Славейков“ за цялостно творчество.
Умира на 27 април 1997 г. в София.

### Повести и романи
- 1958 г. – „Гущерът от ледовете“, фантастична повест
- 1961 г. – „Белият лоцман“, приключенска повест
- 1963 г. – „Самотникът от ледената пустиня“, приключенска повест
- 1963 г. – „Свирепия“, приключенски роман
- 1963 г. – „Заливът на акулите“, приключенски роман
- 1965 г. – „Жрицата на змията“, роман
- 1965 г. – „Теао Немия“, приключенска повест
- 1967 г. – „Симба“, приключенска повест
- 1967 г. – „Галатея“, фантастичен роман
- 1968 г. – „Драконът от Луалаба“, фантастичен роман
- 1969 г. – „Вълчата царица“, приключенска повест
- 1970 г. – „Куцият дявол“, приключенски роман
- 1971 г. – „Гонитба из южните морета“, приключенска повест
- 1971 г. – „Калиакра“, приключенски роман
- 1971 г. – „Опалите на Нефертити“, приключенско-фантастичен роман
- 1973 г. – „Горан - мечи побратим“, приключенски роман
- 1976 г. – „Отмъщението на мъртвия инка“, роман
- 1976 г. – „Драгота - морски хайдутин“, приключенска повест
- 1978 г. – „Светещата гибел“, фантастичен роман
- 1979 г. – „Разум в бездната“, фантастичен роман
- 1979 г. – „Боа и диаманти“, приключенски роман
- 1980 г. – „Мечът на Атила“, роман
- 1984 г. – „Отровният пръстен“, роман
- 1984 г. – „Камбо“, роман
- 1984 г. – „Тайната книга“, исторически роман
- 1984 г. – „Позорът на Один“, приключенска повест
- 1988 г. – „Телената обеца“, приключенска повест
- 1987 г. – „Зеленият вампир“, фантастичен роман
- 1988 г. – „Фаетон“, фантастичен роман
- 1988 г. – „Гладиаторът“, исторически роман
- 1989 г. – „Каменното яйце“, фантастичен роман
- 1995 г. – „Парола „Херострат“, фантастичен роман
- 1996 г. – „Тигрицата на океана“, приключенски роман
- 2015 г. – „Възмездието на Кали. Диадемата на орангутана“, фантастично-приключенски роман и научнофантастичен роман
- 2015 г. – „Зъбатите демони“, фантастично-приключенски роман
- 2018 г. – „Изгнаникът от Немезида“

### Разкази
- 1961 г. – „Кактуси“, приключенски разкази

### Приказки
- 1955 г. – „Деца на слънцето“, приказки
- 1957 г. – „Все по-високо“, приказки
- 1959 г. – „Заешка пакост“, разкази
- 1960 г. – „Гърбавата ела“, приказки

## Издания на чужди езици
на руски език
- 1962 г. – „Белый лоцман“ („Белият лоцман“), издателство „Издательство литературы на иностранных языках“, София, превод И. Абрамова, 124 стр.;
- 1964 г. – „Добрый закон“ („Добрият закон“) (приказка) – сп. „Урал“, № 2, превод Л. Стариков, с.184 – 185;
- 1979 г. – „Опалы Нефертити“ („Опалите на Нефертити“), Издателство „София прес“, превод Владимир Куц;
- 1990 г. – „Опалы для Нефертити“ („Опалите на Нефертити“) – в: сб. „Болгарский детектив“, Изд. УСХА, Киев, перевод В. Хмельницкий;

на грузински език
- 1966 г. „Белый лоцман“ („Белият лоцман“), издателство „Накадули“, Тбилиси, 1966 г., превод Дж. Рамишвили; илюстрации К. Хуцишвили, 118 с.;

на немски език
- 1969 г. – „Der Weisse Lotse“ („Белият лоцман“), издателство: „Altberliner Verlag Lucie Groszer“, Berlin, DDR (ГДР);
- 1976 г. – „Die Haifischbucht“ (Заливът на акулите“), издателство: „Verlag Neues Leben“, Berlin, DDR (ГДР);
- 1977 г. – „Kaliakra“ („Калиакра“); издателство „София Прес“;

на полски език
- 1979 г. – „Legenda o zlotowlosym jezdzcu“ („Предание за златокосата ездачка“) (приказка) – превод Виолета Косеска-Тоцева;

на румънски език
- 1994 г. – „Crocodilul Sacru“ (Каменното яйце, на рум. ез. под името – „Свещеният крокодил“), издателство „Doris“, Bucuresti, превод Тиберио Йован, ISBN 973-96811-0-7